# Oberding
Oberding település Németországban, azon belül Bajorországban. Lakosainak száma 6792 fő (2023. december 31.).

## Népesség
A település népessége az elmúlt években az alábbi módon változott:
| Lakosok száma | 1307 | 2931 | 2898 | 4902 | 5317 | 5358 | 5695 | 6151 | 6505 | 6792 |
|               | 1875 | 1960 | 1980 | 2000 | 2007 | 2009 | 2012 | 2015 | 2019 | 2023 |